# كروس فاير إكس
كروس فاير إكس (بالإنجليزية: CrossfireX) هي لعبة تصويب منظور الشخص الأول قادمة من تطوير شركة ريميدي إنترتينمنت. من المقرر إصدار اللعبة حصرياً على منصات إكس بوكس ون وإكس بوكس سيريس إكس وسيريس أس في 10 فبراير 2022.